# Амбарный Ёль
Амбарный Ёль — река в России, протекает в округе Вуктыл и Сосногорском районе Республики Коми. Устье реки находится в 1228 км по левому берегу реки Печора. Длина реки составляет 23 км.
Исток реки в болотах в 20 км к северо-западу от посёлка Нефтепечорск. Река течёт в верховьях на юго-восток, в среднем течении на восток, перед устьем поворачивает на северо-восток. Всё течение проходит по заболоченному таёжному лесу. Впадает в боковой рукав Печоры в 15 км ниже посёлка Нефтепечорск.

## Данные водного реестра
По данным государственного водного реестра России относится к Двинско-Печорскому бассейновому округу, водохозяйственный участок реки — Печора от истока до водомерного поста у посёлка Шердино, речной подбассейн реки — Бассейны притоков Печоры до впадения Усы. Речной бассейн реки — Печора.
По данным геоинформационной системы водохозяйственного районирования территории РФ, подготовленной Федеральным агентством водных ресурсов:
- Код водного объекта в государственном водном реестре — 03050100112103000060740
- Код по гидрологической изученности (ГИ) — 103006074
- Код бассейна — 03.05.01.001
- Номер тома по ГИ — 03
- Выпуск по ГИ — 0